# Shahrestān-e Shahr-e Bābak
Shahrestān-e Shahr-e Bābak (persiska: شهرستان شهر بابک, شهر بابک) är en delprovins (shahrestan) i Iran.   Den ligger i provinsen Kerman, i den centrala delen av landet, 700 km sydost om huvudstaden Teheran.
Delprovinsen hade 103 975 invånare 2016.